# Slayer
Slayer is een Amerikaanse thrashmetalband die in 1981 opgericht is door gitaristen Jeff Hanneman en Kerry King. Slayer werd een van de bekendste bands in het thrashmetalgenre door hun album Reign in Blood uit 1986. Samen met Megadeth, Anthrax en Metallica vormen zij "The Big Four". In 2019 hield Slayer op te bestaan, maar in februari 2024 hebben zij hun reünie en een nieuw album aangekondigd.

## Biografie

### Jaren tachtig
Slayer is ontstaan in Huntington Park, een buitenwijk van Los Angeles. In de line-up met Tom Araya, Kerry King, Jeff Hanneman en Dave Lombardo werd vanaf 1982 opgetreden. Men speelde in het begin vooral covers van Judas Priest en Iron Maiden en later ook eigen werk. Vanaf 1983 begon de groep door te breken. Na een optreden in een lokale gelegenheid, genaamd Woodstock werd de band aangesproken door Brian Slagel van Metal Blade Records met het aanbod om een nummer te leveren voor het verzamelalbum Metal Massacre III. De band ging akkoord onder de voorwaarde dat Brian Slagel hen ook zou helpen met de opnames van een debuutalbum. Slayer leverde het nummer "Aggressive Perfector" voor het verzamelalbum en in december 1983 kwam de groep met het debuutalbum Show No Mercy.
In 1985 bracht Slayer Hell Awaits uit, na eerst al een live mini-album Live Undead te hebben uitgebracht. 
Hierna kwam Slayer onder contract bij het label Def Jam van Rick Rubin. Onder dit label werd Reign in Blood uitgebracht, dat door velen als een thrashmetalklassieker wordt gezien. Hierdoor groeide Slayer uit tot een van de zogenaamde 'grote vier' (thrash)metalbands uit de jaren tachtig. De anderen waren generatiegenoten Metallica, Anthrax en Megadeth.
Met het uitkomen van South of Heaven liet Slayer de snelle ritmes die hun muziek kenmerkten, gedeeltelijk los. Met nummers als "Behind the Crooked Cross" en "Mandatory Suicide" liet Slayer de melodie nu de boventoon voeren. Op het volgende album, Seasons in the Abyss uit 1990, werd een mix geëtaleerd tussen de muziek van Reign in Blood en de melodie van South of Heaven.

### Jaren negentig
In 1992 verliet drummer Dave Lombardo de band na een meningsverschil met andere bandleden. Hij werd vervangen door Paul Bostaph (ex-Forbidden). Hoewel de leden van Slayer eerst niet dachten dat Bostaph de extreme stijl en snelheid van drummen aan zou kunnen, maakte de nieuwe drummer bij zijn auditie slechts een foutje in het nummer "Angel of Death". De eerste grote show van Paul Bostaph met Slayer was het rockfestival Donnington. Twee jaar later, in 1994, bracht Slayer het nieuwe album Divine Intervention uit. Nummers als "Killing Fields", "Dittohead" en "Mind Control" waren een voortzetting van de zware en snelle stijl van spelen die ook op eerdere albums van Slayer te horen was. In 1995 nam Slayer een album op met covers uit de punkwereld. Undisputed Attitude werd een succes, en verschillende nummers van het album zijn door Slayer ook live gespeeld. In 1995 werd door Slayer bovendien de live-dvd Live Intrusion opgenomen, het eerste live-album van Paul Bostaph achter de drums. In 1996 verliet Bostaph korte tijd de band om een eigen project op te zetten. Hij werd vervangen door drummer Jon Dette. Nog geen jaar later keerde Bostaph echter terug naar Slayer en hervatte de tour. In 1998 kwam het album Diabolus in Musica uit, waarop de band een modernere koers ging varen t.o.v. de voorgaande albums. Critici verweten Slayer af te wijken van hun stijl, maar veel fans zagen in het album een nieuwer en scherper geluid met meer uitdagend speelwerk van de band. In 2001 kwam het album God Hates Us All uit. Het geluid op dit album was ruwer en extremer dan op eerdere albums. Mede hierdoor kreeg Slayer van een deel van haar fans veel kritiek. De band zelf zette echter door en draaide een zeer succesvolle tournee. In San Francisco werd een live-album opgenomen. Dit album, War at the Warfield, was het laatste optreden van drummer van Paul Bostaph met Slayer. Kort na de show maakte de band bekend dat Bostaph rust moest nemen vanwege een blessure aan zijn elleboog, waardoor hij steeds meer moeite had om de extreme stijl van Slayer te blijven spelen. 

### Jaren nul
Later in 2001 kwam Dave Lombardo terug bij Slayer, als vervanger van Paul Bostaph. De toer in 2002 was de eerste tour sinds 1992 waarin de klassieke line-up van Slayer in haar geheel op het podium stond. In 2004 vierde Slayer haar succes door het live-album Still Reigning op te nemen. De band trok veel bekijks door tijdens de concertklapper "Raining Blood" (een favoriet van de fans) echt bloed te laten neerregenen op het podium. Dit was een idee dat bij Slayer al langer had geleefd. Op 4 augustus 2006 kwam het nieuwe album Christ Illusion uit, het eerste nieuwe studioalbum met Dave Lombardo. Dit album leverde zelfs een top 10-notering in de albumlijst op en was een terugkeer naar de oude agressieve stijl van Slayer. De band trok opnieuw de wereld in. De live-dvd Unholy Alliance werd tijdens deze tour opgenomen door Slayer. In de zomer van 2009 lag het nieuwe album van Slayer, World Painted Blood, in de winkel. Dit album kreeg veel lof van fans en critici om haar goede geluid, snelle tempo's en verrassend materiaal.

### Ontwikkelingen sinds 2010
In 2010 en 2011 toerde Slayer samen met Megadeth, Anthrax en Metallica over de wereld als 'The Big 4' (de vier 'grootste' thrash- en speedmetalbands), met Metallica als headliner. Opvallend is dat 3 van de 4 bands in 2011, 30 jaar bestaan. Alleen Megadeth is iets later opgericht, omdat Dave Mustaine eerst bij Metallica gitaar speelde. De line-up van Slayer was dezelfde als waarin zij in 1982 en later mee optraden. Deze line-up werd door fans van de band als de klassieke en beste line-up gezien, ondanks het succes van Slayer in de jaren negentig. Kort na de Big 4 tour verliet mede-oprichter en gitarist Jeff Hanneman gedwongen de band wegens persoonlijke redenen en werd vervangen door gitarist Gary Holt (die ook nog speelt in zijn eigen band Exodus). Later bleek dat Hanneman door een spinnenbeet een zenuwinfectie had opgelopen, waardoor hij niet kon spelen. Achter de schermen bleef hij wel betrokken bij het schrijven van nieuwe nummers voor Slayer terwijl hij probeerde te herstellen. 
Begin 2013 werd drummer Dave Lombardo vervangen door Jon Dette, die al even drumde bij Slayer, wegens persoonlijke meningsverschillen. Op 31 mei 2013 werd drummer Paul Bostaph, die al enkele jaren drummer van Slayer was geweest, officieel benoemd als plaatsvervanger voor Dave Lombardo.
Jeff Hanneman overleed 2 mei 2013 op 49-jarige leeftijd aan leverfalen. Garry Holt bleef bij Slayer en vulde de rol van gitarist verder in. Slayer besloot door te gaan. In mei 2015 kondigde Slayer aan dat het nieuwe album Repentless op 11 september 2015 onder Nuclear Blast Records uitgebracht zou worden. Het eerste nummer, "Implode", werd al in 2014 door de band live gespeeld en uitgebracht op Record Store Day. In mei 2015 verscheen vooruitlopend op het album het nummer "When the Stillness Comes", dat in licht aangepaste versie op het album zou verschijnen. Ook van het nummer "Implode" werd voor het album een nieuwe versie opgenomen, waarbij onder meer de zang volledig werd overgedaan. Met Repentless scoorde Slayer wereldwijd een top-5-album, in Duitsland kwam het zelfs tot de eerste positie.

### Afscheidstournee
Op 22 januari 2018 kondigde Slayer in een videoclip op hun Facebook-pagina hun afscheidstournee aan, waarvan het Noord-Amerikaanse gedeelte doorging met support van Lamb of God, Anthrax, Behemoth en Testament. Op 21 juni 2019 speelden ze hun laatste show in de Benelux. Dit vond plaats op Graspop Metal Meeting (Dessel, België).

### Reünie concerten
In 2024, kondigde Slayer enkele reünieconcerten aan. Zo zou de band spelen tijdens Riot Fest en Louder Than Life. De festivaldag waarop Slayer zou headlinen werd echter afgelast vanwege orkaan Helene. Later werd aangekondigd dat het concert werd opgeschoven naar de editie van 2025. Tevens werden nog enkele data aangekondigd in het Verenigd Koninkrijk en Québec. Slayer trad nog op, op 5 juli 2025, op het reünieconcert van Ozzy Osbourne en Black Sabbath, als een van de voorprogramma's, waar ook Metallica, Rob Zombie, Anthrax, Guns N' Roses e.d. optraden. Ook werden er vijf nummers van Ozzy (solo) en Black Sabbath, door andere artiesten uitgevoerd. Het afscheidsconcert van Osbourne zelf (van zijn solocarrière) en van Black Sabbath, waren twee aparte concerten, die het geheel afsloten met als laatste nummer Paranoid.

## Bandleden

### Huidige leden
- Tom Araya - zang, basgitaar (1981-2019, 2024-heden)
- Kerry King - gitaar (1981-2019, 2024-heden)
- Paul Bostaph - drums (1992-1996, 1997-2001, 2013-2019, 2024-heden)
- Gary Holt - gitaar (2011-2019, 2024-heden)

### Voormalige leden
- Jeff Hanneman - gitaar (1981-2013; overleden in 2013)
- Dave Lombardo - drums (1981-1992, 2001-2013)
- Jon Dette - drums (1996, 2013)

## Discografie

### Albums
| Album met eventuele hitnotering(en) in de Nederlandse Album Top 100       | Datum van verschijnen | Datum van binnenkomst | Hoogste positie | Aantal weken | Opmerkingen    |
| ------------------------------------------------------------------------- | --------------------- | --------------------- | --------------- | ------------ | -------------- |
| Show No Mercy                                                             | 03-12-1983            | -                     | -               | -            |                |
| Haunting the Chapel                                                       | 1984                  | -                     | -               | -            | ep             |
| Live Undead                                                               | 16-11-1984            | -                     | -               | -            | ep / livealbum |
| Hell Awaits                                                               | 16-09-1985            | -                     | -               | -            |                |
| Reign in Blood                                                            | 17-10-1986            | -                     | -               | -            |                |
| South of Heaven                                                           | 15-07-1988            | 23-07-1988            | 31              | 4            |                |
| Seasons in the Abyss                                                      | 09-10-1990            | 20-10-1990            | 69              | 5            |                |
| Decade of aggression                                                      | 22-10-1991            | 30-11-1991            | 79              | 4            | Livealbum      |
| Divine intervention                                                       | 27-09-1994            | 15-10-1994            | 31              | 6            |                |
| Undisputed attitude                                                       | 28-05-1996            | 08-06-1996            | 33              | 7            |                |
| Diabolus in musica                                                        | 08-06-1998            | 20-06-1998            | 52              | 4            |                |
| God hates us all                                                          | 07-09-2001            | 22-09-2001            | 30              | 4            |                |
| Soundtrack to the apocalypse                                              | 25-11-2003            | -                     | -               | -            | Boxset         |
| Eternal pyre                                                              | 06-07-2006            | -                     | -               | -            | ep             |
| Christ Illusion                                                           | 04-08-2006            | 12-08-2006            | 8               | 7            |                |
| World Painted Blood                                                       | 30-10-2009            | 07-11-2009            | 15              | 4            |                |
| The vinyl conflict                                                        | 22-10-2010            | -                     | -               | -            | Boxset         |
| The big 4: Live from Sofia, Bulgaria (met Metallica, Megadeth en Anthrax) | 29-10-2010            | 06-11-2010            | 75              | 1            | Livealbum      |
| Repentless                                                                | 11-09-2015            | 19-09-2015            | 2               | 7            |                |

| Album met hitnotering(en) in de Vlaamse Ultratop 200 albums | Datum van verschijnen | Datum van binnenkomst | Hoogste positie | Aantal weken | Opmerkingen |
| ----------------------------------------------------------- | --------------------- | --------------------- | --------------- | ------------ | ----------- |
| Undisputed Attitude                                         | 1996                  | 08-06-1996            | 38              | 2            |             |
| Diabolus in Musica                                          | 1998                  | 20-06-1998            | 23              | 3            |             |
| God Hates Us All                                            | 2001                  | 22-09-2001            | 16              | 3            |             |
| Christ Illusion                                             | 2006                  | 12-08-2006            | 19              | 9            |             |
| World Painted Blood                                         | 2009                  | 14-11-2009            | 38              | 5            |             |
| Repentless                                                  | 2015                  | 19-09-2015            | 4               | 19           |             |

### NPO Radio 2 Top 2000
| Nummer met noteringen in de NPO Radio 2 Top 2000 | '12 | '13 | '14 | '15 | '16 | '17 | '18 | '19 | '20 | '21 | '22 | '23 | '24 |
| ------------------------------------------------ | --- | --- | --- | --- | --- | --- | --- | --- | --- | --- | --- | --- | --- |
| Angel of Death                                   | 199 | -   | 210 | 171 | 190 | 229 | 222 | 215 | 298 | 303 | 249 | 247 | 243 |

1. ↑  Een '-' betekent dat het nummer niet was genoteerd en een vetgedrukt getal geeft de hoogste notering aan.
2. ↑  2012 was het eerste jaar met een notering voor dit nummer.

### Dvd
| Dvd's met hitnoteringen in de DVD Top 30 | Datum van verschijnen' | Datum van binnenkomst | Hoogste positie | Aantal weken | Opmerkingen                        |
| ---------------------------------------- | ---------------------- | --------------------- | --------------- | ------------ | ---------------------------------- |
| War at the Warfield                      | 2003                   | 09-08-2003            | 22              | 4            |                                    |
| The big 4 - Live from Sofia, Bulgaria    | 2010                   | 06-11-2010            | 7               | 15           | met Metallica, Megadeth en Anthrax |

| Dvd's met hitnoteringen in de Vlaamse Ultratop muziek-dvd top 10/20 | Datum van verschijnen | Datum van binnenkomst | Hoogste positie | Aantal weken | Opmerkingen                        |
| ------------------------------------------------------------------- | --------------------- | --------------------- | --------------- | ------------ | ---------------------------------- |
| The big 4 - Live from Sofia, Bulgaria                               | 2010                  | 06-11-2010            | 4               | 10           | met Metallica, Megadeth en Anthrax |

### De Zwaarste Lijst
| Nummer         | '09* | '10* | '11* | '12* | '13 | '14 | '15 | '16 | '17 | '18 | '19 | '20 | '21 | '22 | '23 | '24 | '25 |
| -------------- | ---- | ---- | ---- | ---- | --- | --- | --- | --- | --- | --- | --- | --- | --- | --- | --- | --- | --- |
| Angel of Death | 5    | 11   | 13   | 8    | 6   | 14  | 7   | 7   | 8   | 13  | 10  | 13  | 22  | 27  | 18  | 17  | 23  |
| Raining Blood  | 12   | 15   | 20   | 14   | 12  | 18  | 31  | 12  | 19  | 17  | 9   | 22  | 4   | 9   | 15  | 13  | 15  |

*Tot 2012 had de Zwaarste Lijst 70 plaatsen, dit werd vanaf 2013 veranderd naar 66.

## Live-dvd's
- War At The Warfield (2002)
- Still Reigning (2004)
- The Unholy Alliance (2007)
- Live at Wacken 2014 (2015)